# Dům Anny Fultnerové
Dům Anny Fultnerové je dvoupatrový činžovní dům v ulici Československé armády čp. 238 v Hradci Králové.

## Historie
Na místě původního jednopatrového domu byl v roce 1903 navržen dvoupatrový dům se dvěma lomenými štíty. Autorem architektonického návrhu pro majitelku Annu Fultnerovou byl Josef Gočár a jednalo se o jednu z jeho prvních realizací. Historik umění Zdeněk Wirth ji označuje jako "jinošský debut". Stavbu provedl František Jaroslav Černý.
V roce 1934, kdy byl vlastníkem domu Alois Vanický, proběhla rekonstrukce, která zahrnovala především přestavbu přízemí a obměnu fasády. Architektem rekonstrukce byl Stanislav Novotný a stavitelem František Forejtek. Tato podoba domu se zachovala do současnosti (2022). Dům je součásti městské památkové rezervace Hradec Králové.

## Architektura
V původním Gočárově návrhu v roce 1903 byl dům navržen se dvěma menšími obchodními jednotkami s dřevěnými výkladci v parteru a se dvěma byty v každém ze dvou pater. Prostory mezi okny byly vyplněny plastickým dekorem. Fasáda byla završena korunní římsou přerušenou dvěma štíty, pod níž byl umístěn ornamentální vlys.
Změna fasády v roce 1934 zakryla Gočárovy dekorativní prvky: mezi okny byly umístěny zelené lizény ze škrábané omítky a prostory mezi nimi byly obloženy šedými kachli. Stavba byla doplněna o půdní nástavbu, pokrytou červenými obkladačkami. Rekonstrukcí prošly i výklady v přízemí.